# Lupo Bianco
Lupo Bianco è un film del 2021 diretto da Tony Gangitano.

## Trama
Viene raccontata la storia di Carlo Olmo, nato a Lecco nel 1965 e abbandonato da sua madre che era una prostituta. Carlo è cresciuto in un orfanotrofio vicino a Mantova ed è stato adottato dall’avvocato Piero Olmo. Il ragazzo seguirà le orme del padre diventando un importante avvocato a Vercelli. Dopo aver lasciato l’avvocatura e aver aperto un’accademia di arti marziali, agli inizi della pandemia di COVID-19 si è distinto per essere riuscito a far arrivare dalla Cina un ingente carico di dispositivi sanitari. Il suo impegno a favore della lotta contro il COVID-19 diventa virale e otterrà l’onorificenza di Cavaliere al Merito della Repubblica Italiana.

## Promozione
Il film, prodotto durante il periodo dell’emergenza sanitaria, nel corso della 78ª Mostra internazionale d'arte cinematografica di Venezia è stato premiato come miglior film nello spazio dedicato alle tematiche sociali aggiudicandosi il Premio International Starlight Cinema Award.

## Distribuzione
Il film viene proiettato per la prima volta al cinema il 7 novembre 2021 e viene distribuito su Amazon Prime Video il 17 aprile 2022.